# A Mysticons epizódjainak listája
Ez a lap a Mysticons című amerikai animációs sorozat epizódjanak listáját tartalmazza.

## Évados áttekintés
| Évad | Évad | Epizódok | Eredeti sugárzás    | Eredeti sugárzás     | Magyar sugárzás  | Magyar sugárzás   |
| Évad | Évad | Epizódok | Évadpremier         | Évadfinálé           | Évadpremier      | Évadfinálé        |
| ---- | ---- | -------- | ------------------- | -------------------- | ---------------- | ----------------- |
|      | 1    | 20       | 2017. augusztus 28. | 2017. december 27.   | 2019. április 1. | 2019. április 26. |
|      | 2    | 20       | 2018. január 13.    | 2018. szeptember 15. | TBA              | TBA               |

## Epizódok

### 1. évad
| #   | #   | Eredeti cím                | Magyar cím                    | Rendezte      | Írta                      | Eredeti premier      | Magyar premier    |
| --- | --- | -------------------------- | ----------------------------- | ------------- | ------------------------- | -------------------- | ----------------- |
| 1.  | 1.  | Sisters in Arms            | Harcostársak                  | Matt Ferguson | Sean Jara                 | 2017. augusztus 28.  | 2019. április 1.  |
| 2.  | 2.  | How to Train a Mysticon    | Így neveld a Mysticonodat     | Matt Ferguson | Grant Sauvé               | 2017. augusztus 29.  | 2019. április 2.  |
| 3.  | 3.  | The Coronation             | A koronázás                   | Matt Ferguson | Amanda Spagnolo           | 2017. augusztus 30.  | 2019. április 3.  |
| 4.  | 4.  | The Mysticon Kid           | A legifjabb Mysticon          | Matt Ferguson | Steph Kaliner             | 2017. augusztus 31.  | 2019. április 4.  |
| 5.  | 5.  | An Eye for an Eye          | Szemet szemért...             | Matt Ferguson | Shelley Scarrow           | 2017. szeptember 1.  | 2019. április 5.  |
| 6.  | 6.  | Heart of Gold              | Az arany törp                 | Matt Ferguson | Elize Morgan              | 2017. szeptember 3.  | 2019. április 8.  |
| 7.  | 7.  | Scourge of the Seven Skies | A hét légtér kalózai          | Matt Ferguson | Grant Sauvé               | 2017. szeptember 10. | 2019. április 9.  |
| 8.  | 8.  | Lost and Found             | Kisujj eskü                   | Matt Ferguson | Amanda Spagnolo           | 2017. szeptember 17. | 2019. április 10. |
| 9.  | 9.  | The Astromancer Job        | A tökéletes betörés           | Matt Ferguson | S. Elize Morgan           | 2017. szeptember 24. | 2019. április 11. |
| 10. | 10. | A Walk in the Park         | A friss levegő csodákra képes | Matt Ferguson | Steph Kaliner             | 2017. október 8.     | 2019. április 12. |
| 11. | 11. | A Girl and Her Gumlump     | Egy lány, és a Nyákja         | Matt Ferguson | Ashley Lannigan           | 2017. október 15.    | 2019. április 15. |
| 12. | 12. | Skies of Fire              | Betyárbecsület                | Matt Ferguson | Grant Sauvé               | 2017. október 22.    | 2019. április 16. |
| 13. | 13. | All Hail Necrafa!          | Éljen Necrafa!                | Matt Ferguson | Sean Jara                 | 2017. október 29.    | 2019. április 17. |
| 14. | 14. | The Dome                   | A dóm                         | Matt Ferguson | Grant Sauvé               | 2017. november 5.    | 2019. április 18. |
| 15. | 15. | Clash of the Tridents      | Az ezüst szigony lovagjai     | Matt Ferguson | Sandra Kasturi            | 2017. november 12.   | 2019. április 19. |
| 16. | 16. | Gems of the Past           | A hajdankor ékkövei           | Matt Ferguson | Steph Kaliner             | 2017. november 19.   | 2019. április 22. |
| 17. | 17. | Quest of the Vexed         | A harag napja                 | Matt Ferguson | Ashley Lannigan           | 2017. december 3.    | 2019. április 23. |
| 18. | 18. | Mutiny Most Fowl           | Káosz kapitány bosszúja       | Matt Ferguson | Jocelyn Geddie            | 2017. december 10.   | 2019. április 24. |
| 19. | 19. | Through My Enemy's Eyes    | Az ellenségem szemszögéből    | Matt Ferguson | Steph Kaliner             | 2017. december 17.   | 2019. április 25. |
| 20. | 20. | The Prophecy Unleashed     | A Prófécia                    | Matt Ferguson | Sandra Kasturi, Sean Jara | 2017. december 24.   | 2019. április 26. |

### 2. évad
| #   | #   | Eredeti cím                          | Rendezte      | Írta                            | Eredeti premier      |
| --- | --- | ------------------------------------ | ------------- | ------------------------------- | -------------------- |
| 21. | 1.  | Three Mysticons and a Baby           | Matt Ferguson | Jocelyn Geddie                  | 2018. január 13.     |
| 22. | 2.  | Star-Crossed Sisters                 | Matt Ferguson | Corey Liu                       | 2018. január 20.     |
| 23. | 3.  | Scream of the Banshee                | Matt Ferguson | Steph Kaliner                   | 2018. január 27.     |
| 24. | 4.  | The Edge of Two Morrows              | Matt Ferguson | Ashley Lannigan                 | 2018. február 3.     |
| 25. | 5.  | Twin Stars Unite                     | Matt Ferguson | Sean Jara                       | 2018. február 10.    |
| 26. | 6.  | The Dragon's Rage                    | Matt Ferguson | Grant Sauvé                     | 2018. február 17.    |
| 27. | 7.  | The Mask                             | Matt Ferguson | Ashley Lannigan                 | 2018. február 24.    |
| 28. | 8.  | Save the Date!                       | Matt Ferguson | Grant Sauvé                     | 2018. április 21.    |
| 29. | 9.  | Happily Never After                  | Matt Ferguson | Jocelyn Geddie                  | 2018. április 28.    |
| 30. | 10. | The Lost Scepter                     | Matt Ferguson | Steph Kaliner                   | 2018. május 5.       |
| 31. | 11. | Total Eclipse of the Golden Heart    | Matt Ferguson | Ashley Lannigan, Jocelyn Geddie | 2018. május 12.      |
| 32. | 12. | The Last Dragon                      | Matt Ferguson | Grant Sauvé                     | 2018. május 19.      |
| 33. | 13. | Game of Phones                       | Matt Ferguson | Corey Liu                       | 2018. május 19.      |
| 34. | 14. | The Foz Who Saved Lotus Night        | Matt Ferguson | Ashley Lannigan                 | 2018. augusztus 4.   |
| 35. | 15. | Heart of Stone                       | Matt Ferguson | Steph Kaliner                   | 2018. augusztus 11.  |
| 36. | 16. | Monster Hunt                         | Matt Ferguson | Tally Knoll                     | 2018. augusztus 18.  |
| 37. | 17. | The Princess and the Pirate          | Matt Ferguson | Sean Jara                       | 2018. augusztus 25.  |
| 38. | 18. | Eternal Starshine of the Mage's Mind | Matt Ferguson | Jocelyn Geddie                  | 2018. szeptember 1.  |
| 39. | 19. | Fear the Spectral Hand               | Matt Ferguson | Grant Sauvé                     | 2018. szeptember 8.  |
| 40. | 20. | Age of Dragons                       | Matt Ferguson | Sean Jara                       | 2018. szeptember 15. |